# محمد الحسن ولد لبات
محمد الحسن ولد لبات (مواليد عام 1953) هو ديبلوماسي ووزير موريتاني سابق تقلد عدة مناصب سامية في بلاده، منها وزارة الخارجية إبان حكم الرئيس الأسبق معاوية ولد الطايع، وقد عُرف أكثر بعد إرساله مبعوثاً من الاتحاد الإفريقي من أجل حلّ الأزمة السياسية في السودان، والتي أعقبت الحراك الشعبي الذي أطاح بالرئيس عمر البشير.
ينتمي ولد لبات إلى مقاطعة واد الناقة التابعة لولاية الترارزة، وقد درس القانون في جامعة نواكشوط، وأتمّ دراسته العليا في فرنسا، قبل أن يعود لبلاده وجامعته التي عمِل بها أستاذاً للقانون وعميداً للكلية، كما ترأّس الجامعة من عام 1991 وحتى عام 1997. وقد سبق له أن درّس كأستاذ زائر في جامعات إفريقية وفرنسية، وكان من ضمن لجنة من كبار فقهاء القانون تولت صياغة أول دستور مبني على التعددية في موريتانيا عام 1991.